# براون‌لی، نبراسکا

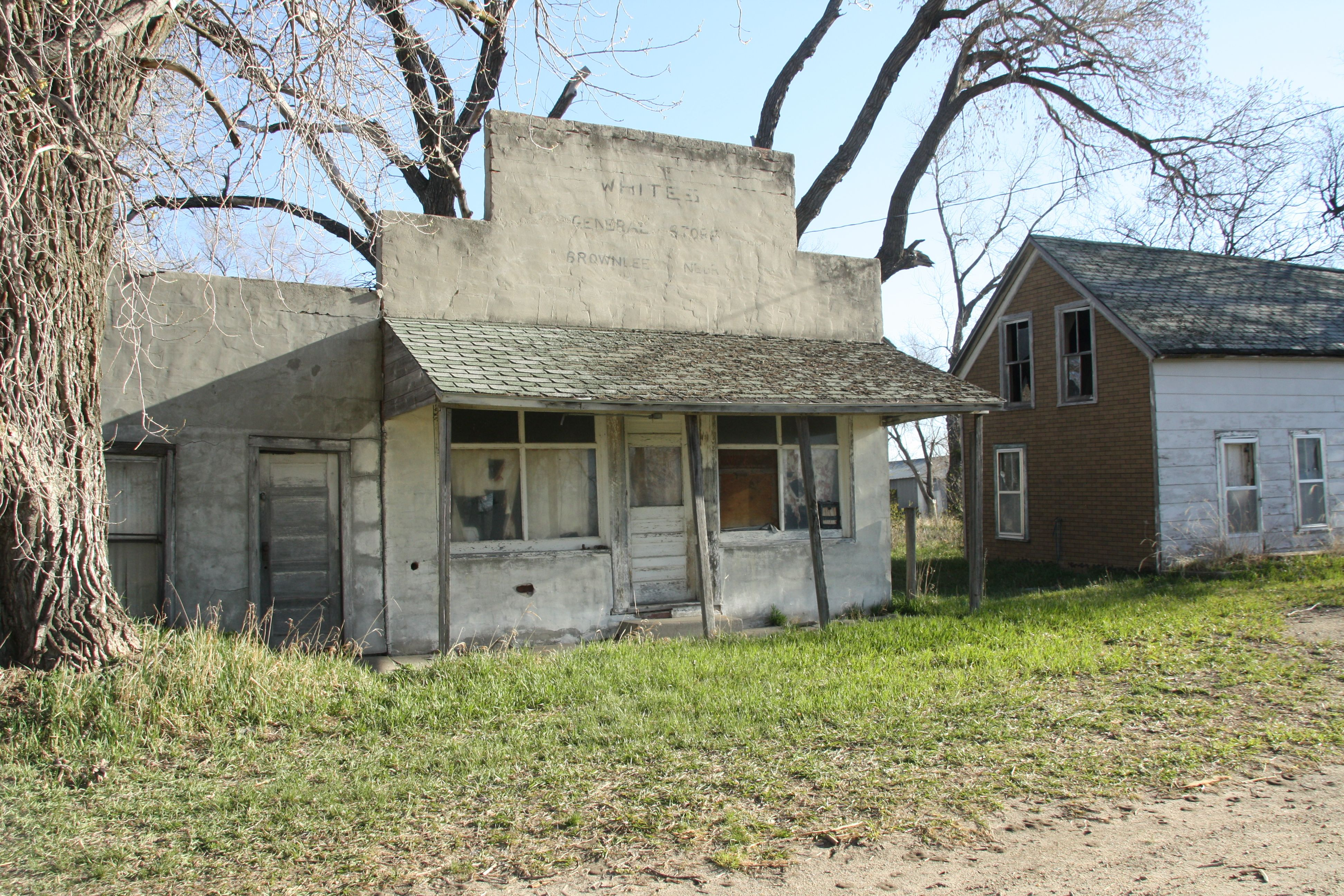
Whites فروشگاه براون‌لی، نبراسکا

براون‌لی، نبراسکا (انگلیسی: Brownlee, Nebraska) یک جامعه ثبت نام نشده‌است که محل برگزاری سرشماری در شهرستان چری، نبراسکا، ایالات متحده است. از سرشماری سال ۲۰۱۰ جمعیت آن ۱۵ نفربود. [ این مکان در شمال رودخانه لوپ ۵ مایل (۸ کیلومتر) غرب شاهراه اتوبان ۸۳ در منطقه سندهیلز نبراسکا در ایالات متحده آمریکا واقع شده‌است.

## تاریخچه
براون‌لی نام مادربزرگ بنیانگذار این جامعه است

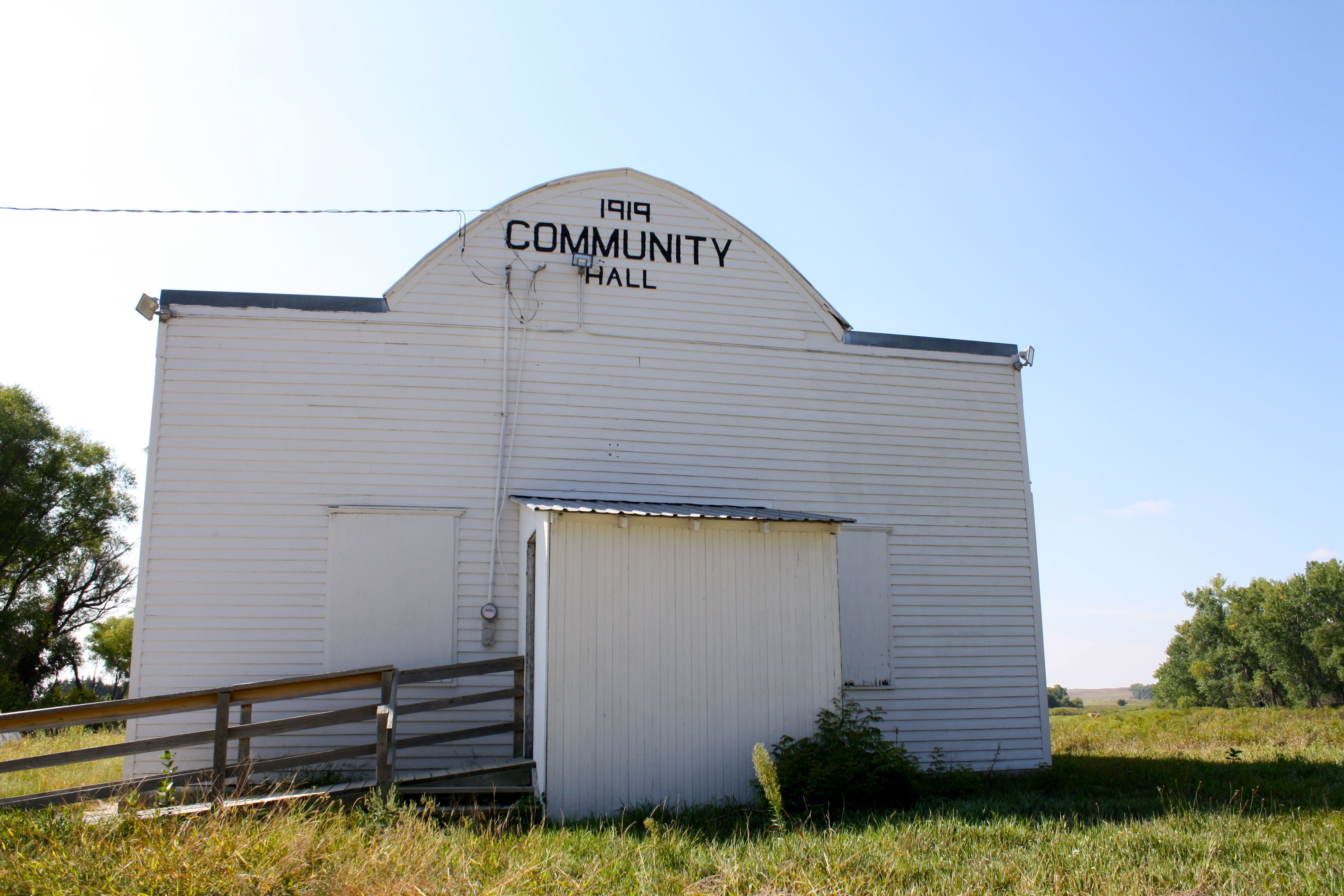
سالن اجتماعات
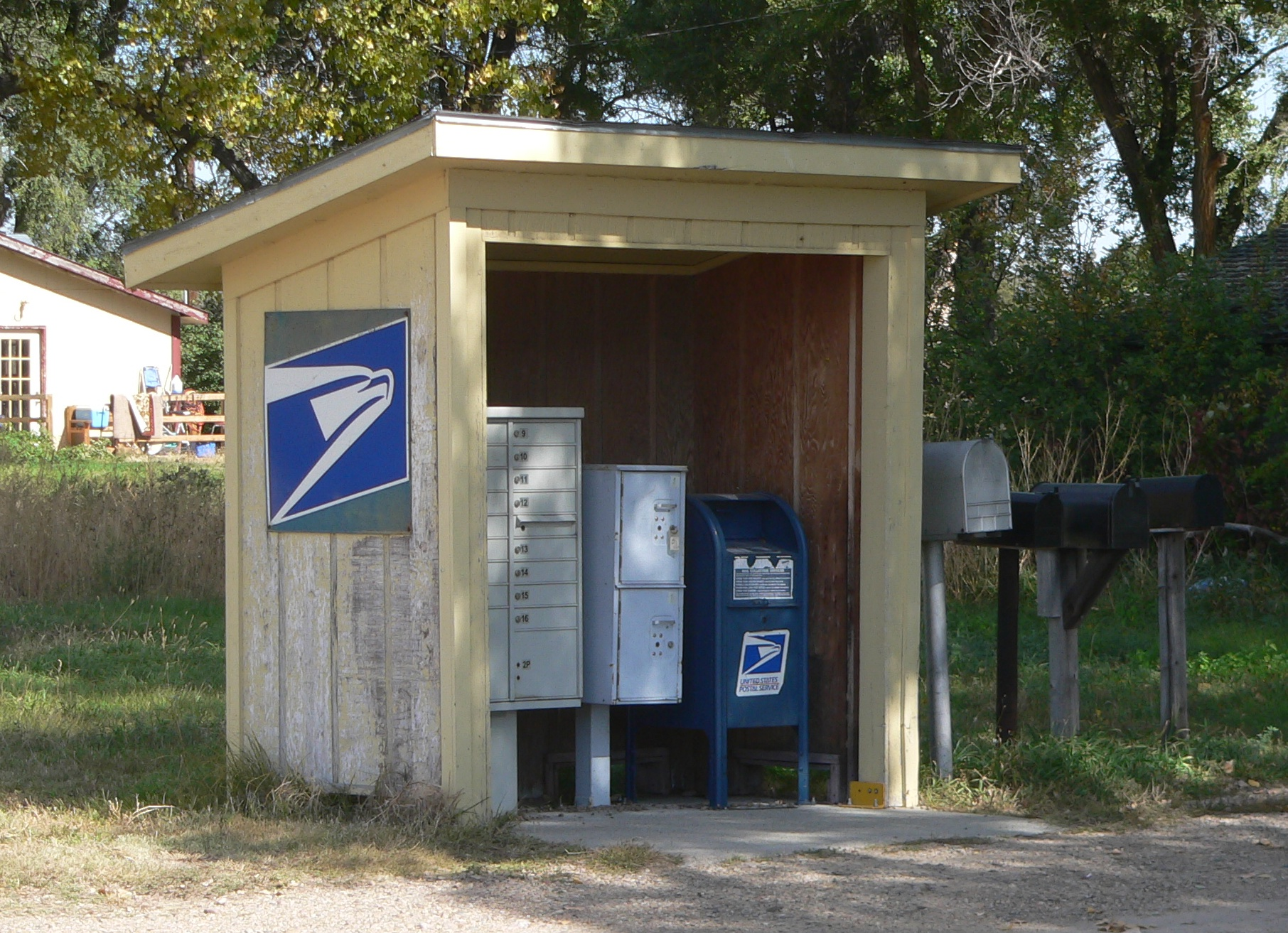
صندوق پستی
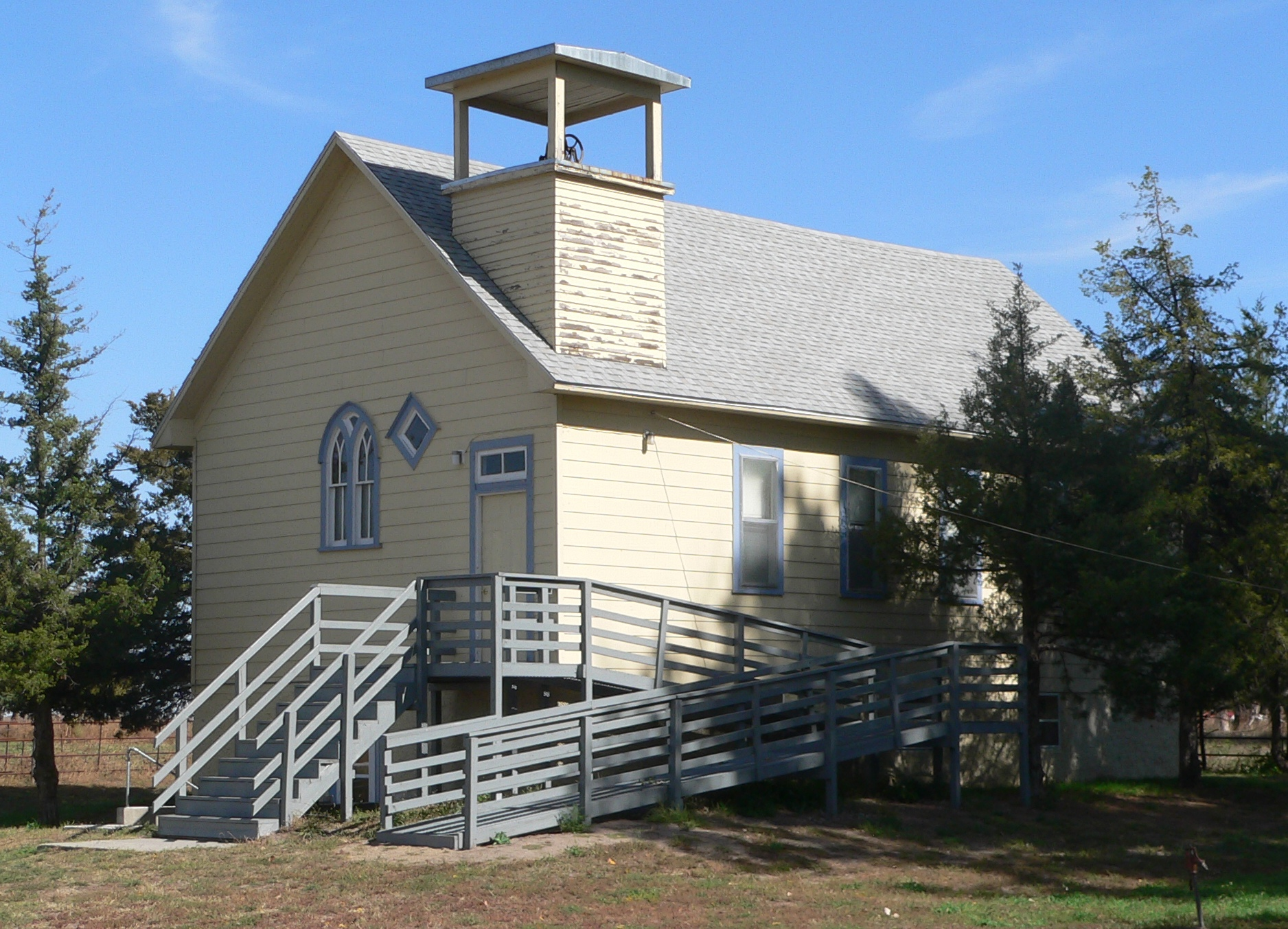
کلیسای براون‌لی